# Isaac Newton Lewis
Isaac Newton Lewis (12 de octubre de 1858 New Salem, Pennsylvania- 9 de noviembre de 1931 Hoboken, New Jersey) fue un oficial del ejército de los Estados Unidos e inventor de la mundialmente famosa ametralladora Lewis , utilizada por numerosos ejércitos en los conflictos más importantes del siglo XX.

## Biografía
Isaac Newton Lewis nació en New Salem , Pennsylvania el 12 de octubre de 1858 y fue llevado al oeste por sus padres mientras aún era un niño. Ingreso en la Academia Militar de los Estados Unidos de Kansas en 1880, donde se graduó el undécimo de una clase de 37 en 1884 y fue comisionado como segundo teniente en la artillería de costa. Desde 1894 hasta 1898 fue miembro de la junta de reglamentación de fuego de artillería de costa en el puerto de Nueva York. En 1898 sirvió en el Board of Ordnance and Fortification en Washington, D. C. y al año siguiente realizó un estudio de armas en Europa, que condujo a la reorganización y el rearme de la artillería de campaña del US Army. Más tarde inventó un número de medidores y de instrumentos mecánicos y eléctricos utilizados para controlar el fuego de artillería. Desde 1904 hasta 1911 fue instructor y director de la Coast Artillery School (Escuela de Artillería de Costa) en Fortress Monroe, Virginia y alcanzó el grado de teniente coronel.
A principios del año 1910, Lewis tuvo contactos con la firma fabricante de armas Automatic Arms Co. de Buffalo, Nueva York, en los cuales se ofreció un paquete de acciones de dicha firma si diseñaba para su producción una ametralladora basada en patentes que ya poseía u otra de concepción original suya; estando de acuerdo en esta proposición aceptó unirse a la firma, y de esta el diseño de una ametralladora refrigerada por aire. En 1911 consideró que el prototipo había alcanzado una etapa lo suficientemente avanzada como para ser exhibido, llevó un modelo hecho artesanalmente a Washington, D. C. y lo mostró al mayor general Leonard Wood, en aquel entonces el Army Chief of Staff (jefe de personal del ejército).
Después de realizar pruebas a bordo de un aeroplano y de ser presentada de manera extraoficial a altos mandos militares, e incluso al Secretario de Estado y oficialmente a la Junta de Artillería y Fortificaciones sin que se llegara a ninguna decisión definitiva, Lewis estaba considerablemente molesto por lo que el definía como " una actitud estrictamente negativa" y como prácticamente todos los inventores de ametralladoras con éxito antes que él, se volvió a Europa para un mercado listo para el reconocimiento a su esfuerzo. Pidió un permiso de ausencia y en enero de 1913, se desplaza a Bélgica, llevándose consigo las cuatro máquinas fabricadas originalmente para las pruebas con el ejército de Estados Unidos y estableciendo en la ciudad de Lieja la firma conocida como Armes Automatiques Lewis SA. Los belgas rápidamente adoptaron el innovador diseño en 1913, utilizando el cartucho .303 British (7,70 x 56 R). Poco tiempo después la empresa inglesa Birmingham Small Arms Company (BSA) adquirió la licencia para producirla. El primer lote de 50 ametralladoras de la BSA fue completado a mediados de 1913, en siete calibres diferentes, con el evidente objetivo de la comercialización de estas armas en toda Europa.